# Naglfar

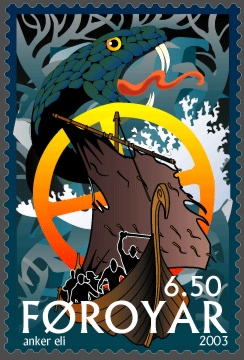
Naglfar leitet Ragnarök ein. Im Hintergrund wütet die Midgardschlange. Briefmarke des Postverk Føroya, 2003 von Anker Eli Petersen.

Naglfar (altnordisch für „Totenschiff“, „Nagelschiff“) ist in der Nordischen Mythologie das Totenschiff. Es wird als das größte Schiff aller Zeiten beschrieben und gehört dem Muspell.
Naglfar wird vor allem im Zusammenhang mit dem Weltuntergang Ragnarök erwähnt. Flottgemacht durch die Überschwemmungen der Midgardschlange führt es dann die Feinde der Götter zur letzten großen Schlacht heran. Je nach Quelle steht entweder der Riese Hrymir (nach der Gylfaginning) oder der verstoßene Ase Loki (nach der Völuspá) am Steuer.
Naglfar wird aus den unbeschnittenen Finger- und Fußnägeln der Toten gezimmert. Schon Snorri Sturluson erwähnt in der Gylfaginning den Brauch, den Toten die Nägel zu schneiden, um so die Fertigstellung des Schiffs und damit indirekt Ragnarök selbst hinauszuzögern. Die Brüder Grimm greifen diesen Gedanken in ihrer Deutschen Mythologie auf, interpretieren ihn aber stärker hinsichtlich der weiten Ferne des Weltuntergangs:
Dadurch soll die ungeheure Ferne und das langsame Zustandekommen des Weltendes ausgedrückt sein: Bis ein solches Schiff aus schmalen Nägelschnitzen der Leichen zusammengesetzt wird, verstreicht lange lange Zeit, und sie leidet noch durch die warnende Vorschrift Aufschub, allen Toten die Nägel vor der Bestattung oder Verbrennung zu schneiden.
Der Name Naglfar war vermutlich schon zu Snorris Zeiten volksetymologisch aus dem altnordischen nagli für ‚Nagel‘ und far für ‚Fahrzeug‘, ‚Schiff‘ abgeleitet und als „Nagelschiff“ interpretiert worden. Wahrscheinlicher ist aber eine Herleitung in der Bedeutung „Totenschiff“, wobei das erste Glied der Zusammensetzung etymologisch zu gotisch naus ‚tot‘ und altgriechisch nékus ‚Leiche‘ zu stellen wäre.